# Сокул (Станиславів)
Спортивний клуб «Со́кул» (пол. Klub Sportowy «Sokół» Stanisławów) — колишній польський футбольний клуб з міста Станиславів (тепер — Івано-Франківськ), заснований 1921 року. Учасник першостей Львівського окружного футбольного союзу 1920-х років.

## Історія

Стадіон Польського гімнастичного товариства «Сокул» в Станиславові, на якому проводив свої домашні поєдинки однойменний футбольний клуб (1914 р.)

Футбольний клуб зародився на початку 20-х років XX ст. у лоні однойменного станиславівського Польського товариства гімнастичного «Сокул». У 1922 році команда дебютувала у змаганнях класу «С» Станиславівського підокругу Львівського окружного футбольного союзу. За підсумками турніру соколи святкували перемогу та отримали право на підвищення рангом. Протягом наступних шести сезонів клуб з перемінним успіхом змагався у класі «В» Львівського окружного футбольного союзу. Двічі, відповідно в 1923 і 1924 роках, «Сокул» ставав переможцем першості Станиславівського підокругу. Однак у відбіркових турнірах за путівку в клас «А» колектив зазнавав невдачі.
Після завершення сезону 1928 року клуб з невідомих причин припинив своє подальше існування. Частина його гравців згодом влилася в ряди іншої місцевої команди «Станиславовія».

## Досягнення
Чемпіонат Львівського окружного футбольного союзу
- чемпіон класу «В» Станіславського підокругу (2): 1923, 1924